# Station Peterborough
Station Peterborough is een Brits spoorwegstation aan de East Coast Main Line in de plaats Peterborough. Het station wordt beheerd door de spoorwegmaatschappij London North Eastern Railway.
Het station is een belangrijke overstap punt voor reizigers van het oosten van Engeland (East Anglia) en verder richting noord- en centraal Engeland.

## Treinverbindingen
Passagierstreinen worden door East Coast, Govia Thameslink Railway, East Midlands Railway, CrossCountry en Greater Anglia gereden. De dienstregeling is als volgt:
- Intercity East Coast London - Peterborough - Doncaster - Leeds
- Intercity East Coast London - Peterborough - Doncaster - York
- Intercity East Coast London - Peterborough - Doncaster - York - Newcastle - Edinburgh
- Intercity East Midlands Trains Liverpool - Manchester - Sheffield - Nottingham - Peterborough - Ely - Norwich
- Intercity CrossCountry Birmingham - Leicester - Peterborough - Ely - Cambridge - Stansted Airport
- Sneltrein First Capital Connect London - Stevenage - Hitchin - Peterborough
- Sneltrein Greater Anglia Peterborough - Ely - Bury St Edmunds - Ipswich
- Stoptrein East Midlands Trains Peterborough - Spalding - Sleaford - Lincoln

## Uitbreiding
Het station is in 2013 uitgebreid met liftfaciliteiten en 2 nieuwe perrons.